# Tsvetanka Khristova
Tsvetanka Pavlova Khristova (Bulgaars: Цветанка Павлова Христова) (Rozova Dolina - Kazanlak, 14 maart 1962 - 14 november 2008) was een Bulgaarse atlete, die was gespecialiseerd in het discuswerpen. Ze werd wereldkampioene, Europees kampioene en meervoudig nationaal kampioene op deze discipline.
Haar eerste succes behaalde ze in 1982 door op het Europees Kampioenschap Atletiek in Athene een gouden medaille te winnen bij het discuswerpen. Met een beste poging van 68,34 eindigde ze voor haar landgenote Maria Petkova (zilver; 67,94) en de Russische Galina Savinkova (brons; 67,82). Vier jaar kon ze haar Europese titel niet prolongeren en moest ze genoegen nemen met een tweede plek achter Diana Sachse. Naast haar wereldtitel op het WK 1991 was ze ook succesvol op het WK 1987 met een bronzen medaille.
Op de Olympische Spelen van 1988 in Seoel won ze een bronzen medaille bij het discuswerpen. Vier jaar later won ze op de Spelen van Barcelona een zilveren medaille. In 2004 nam ze nog eenmaal deel aan de Spelen, maar ze sneuvelde met 43,25 m in de kwalificatieronde.
Tsvetanka Khristova kwam ook uit op het onderdeel kogelstoten.
Op 14 november 2008 is Tsvetanka Khristova overleden aan kanker.

## Titels
- Wereldkampioene discuswerpen - 1991
- Europees kampioene discuswerpen - 1982
- Balkan kampioene discuswerpen - 1984, 1986, 1989
- Bulgaars kampioene discuswerpen - 1985, 1986, 1987, 1988, 1989, 1991, 1997, 2001, 2004, 2005, 2006

## Persoonlijke records
| Onderdeel    | Prestatie | Datum         | Plaats   |
| ------------ | --------- | ------------- | -------- |
| kogelstoten  | 11,40 m   | 28 maart 2004 | Sofia    |
| discuswerpen | 73,22 m   | 19 april 1987 | Kazanlak |

## Palmares

### discuswerpen
- 1979:  EK junioren - 54,76 m
- 1982:  EK - 68,34 m
- 1983: 4e WK - 65,62 m
- 1985:  Universiade - 65,30 m
- 1985:  Europacup - 62,92 m
- 1986:  EK - 69,52 m
- 1986:  Goodwill Games - 69,54 m
- 1986:  Grand Prix Finale - 68,90 m
- 1987:  Universiade - 67,96 m
- 1987:  WK - 68,82 m
- 1987:  Europacup - 68,26 m
- 1988:  OS- 69,74 m
- 1989:  Europacup - 62,26 m
- 1991:  WK - 71,02 m
- 1992:  OS - 67,78 m
- 2005: 5e Europacup B - 53,80 m
- 2006:  Europacup B - 53,19 m